# Dołni Juruci
Dołni Juruci (bułg. Долни Юруци) – wieś w Bułgarii, w obwodzie Kyrdżali, w gminie Krumowgrad. W 2024 roku liczyła 20 mieszkańców.